# Effet de structure de fret
L'effet de structure de fret (en allemand : Güterstruktureffekt) décrit l'impact sur le trafic d'une structure de production macroéconomique changeante. En raison de la transformation d'une société industrielle en société de services (tertiarisation), on observe une stagnation ou une baisse de la production dans l'industrie des matières premières et, dans le même temps, une proportion croissante de biens de consommation et d'équipement de haute qualité. Le résultat est une baisse des cargaisons en vrac et une augmentation du trafic de marchandises « divers-vrac ». Cet effet peut être observé dans toutes les économies hautement développées.
L'effet de la structure de fret a des effets différents sur les modes de transport individuels en raison de leurs propriétés système spécifiques. La stagnation ou la baisse des transports en vrac dans l'industrie des matières premières a surtout touché les voies navigables et les chemins de fer. En particulier, la baisse de la part de la navigation intérieure dans la part modale peut s'expliquer par l'effet de la structure du fret. De même, il y a moins de demande pour la capacité de masse élevée du chemin de fer. Le transport routier de marchandises, quant à lui, présente un avantage en raison de sa flexibilité et de sa densité de réseau élevée, lors du transport de petites marchandises à la pièce dans les régions. Un changement correspondant dans la part modale en est le résultat.

## Littérature
- Maurice Bernadet, Jean-Paul Sinsou.  Analyse de l’évolution et de la répartition modale du trafic fret...et de la compétitivité modale. Les Cahiers scientifiques du transport , AFITL, 2010, pp. 55-75.halshs-00567688
- Gerd Aberle, Transportwirtschaft einzelwirtschaftliche und gesamtwirtschaftliche Grundlagen, 2009 (ISBN 978-3-486-57951-2 et 3-486-57951-7, OCLC 404102702, lire en ligne)